# Нідеркрюхтен
Нідеркрюхтен (нім. Niederkrüchten) — громада в Німеччині, знаходиться в землі Північний Рейн-Вестфалія. Підпорядковується адміністративному округу Дюссельдорф. Входить до складу району Фірзен.
Площа — 67,07 км2. Населення становить 14 948 ос. (станом на 31 грудня 2020).